# Паш, Алина Ивановна
Али́на Ива́новна Паш (укр. Аліна Іванівна Паш), более известна под псевдонимом — Alina Pash (род. 6 мая 1993 года, Буштыно, Закарпатская область) — украинская певица, рэп-исполнительница, финалистка шестого сезона вокального шоу «X-фактор».

## Биография
Родилась 6 мая 1993 года в Закарпатской области. Училась в Буштыновской СОШ и в школе искусств, брала частные уроки вокала в Ужгороде.
С 13 лет участвовала в вокальных фестивалях: «Молодая Галичина», «Рождественская звёздочка», «Буковинская звёздочка», «Children’s Eurostar», «Радуга над Тисой», «Хрустальные грозди», «Крымские волны» и др.
В 11 классе школы приняла участие в передаче «Караоке на майдане».

### 2012—2017
В 2012 году проходила кастинг в украинскую девичью группы «Real O», позже работала с группой «Горячий шоколад». Работала на бэк-вокале группы «СКАЙ» и певицы Ирины Билык.
В 2013 году работала с кавер-группой «Чилаут», позже с DJ Natalie Lorient и «Elton Clapto».
Первой авторской песней, которую написали для певицы, стала «Колыбельная», клип на которую снял Владимир Твердохлеб.
В 2015 году приняла участие в музыкальном талант-шоу «X-фактор», где заняла третье место.
В 2017 году окончила Киевскую академию эстрадного и циркового искусств, получив степень магистра.

### 2018—настоящее время
15 апреля 2018 года презентовала дебютный сингл «Bitanga» (укр. «Битанґа») и видеоклип к нему. В песне сочетаются хип-хоп, элементы поп-музыки и этно-мотивы. Видеоклип записан с участием французского рэпера Jaw из группы «DOP», голос которого звучит в конце.
В августе Паш стала лицом коллекции одежды дизайнера Лилии Литковской, сотрудничала с бутиком-ателье казацкой одежды «Атаман» и дизайнером Лилей Братусь.
18 сентября выпустила свой второй сингл под названием «Oinagori» и клип к нему. Видео на трек сняли в Марселе (Франция) с местной командой — режиссёром Lou Escobar и Nathan Daisy.
В ноябре певица присоединилась к работе над песней «Робот» группы «ТНМК», которая вошла в альбом «7». В том же месяце вышел альбом Джонни Странного «Полный абзац», где Паш также приняла участие в записи трека «Игра в слова».
13 января 2019 год вышла хип-хоп-колядка «Добрый вечер» с участием Алины. Автором идеи был рэпер Ярмак, на съёмки были приглашены Джамала, Laud, Mr. Makoundi и участников группы «кАчевникы» Den Da Funk и Fame. В том же месяце Паш выступила на Всемирном экономическом форуме в Давосе , Швейцария.
24 мая вышел новый альбом «Pintea: Gory», записанный в этно-стиле. 14 июня мир увидел вторую часть альбома под названием «Pintea: Misto», записанный в электронном и стиле хип-хоп. Как отмечала сама певица, первую часть альбома она посвятила своему родному карпатском селу, а вторую — Киеву. В июле выступила на фестивале Atlas Weekend.

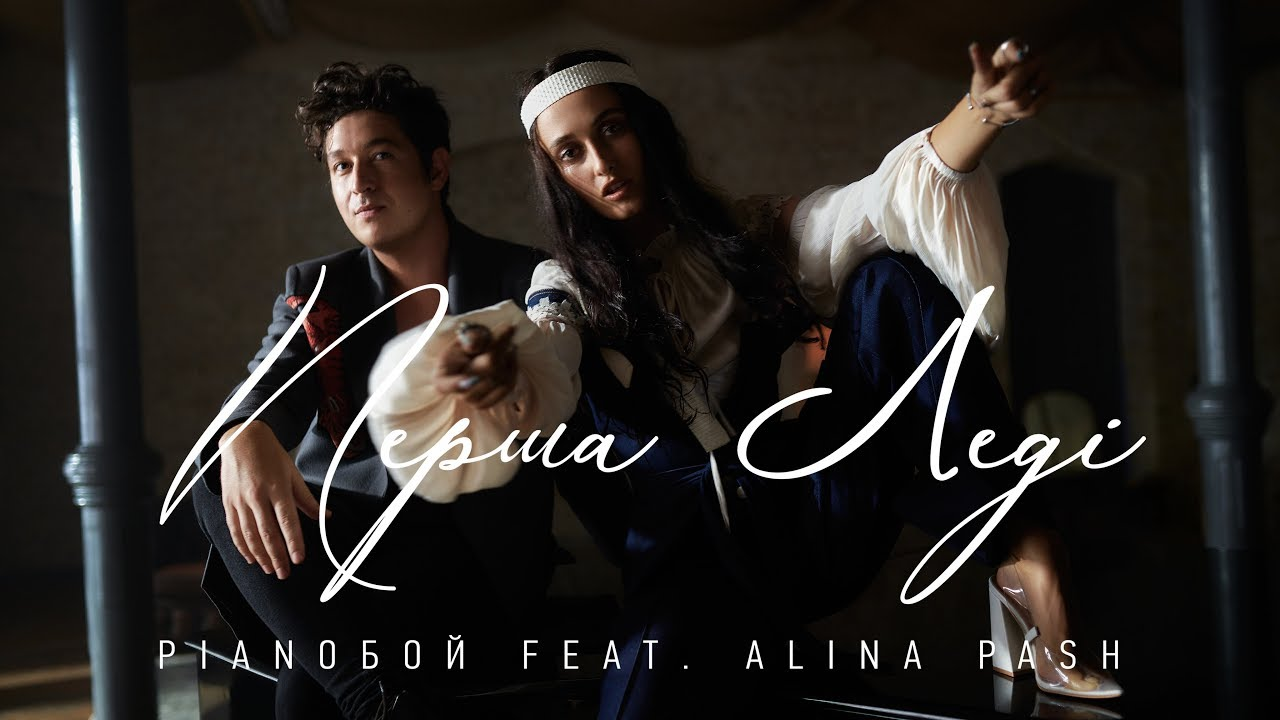
Alina Pash и Дмитрий Шуров

24 августа 2019 года вместе с Тиной Кароль и другими, выступила на параде в честь Дня независимости Украины, Алина спела в стиле хип-хоп часть куплета «Гимна Украины».
10 сентября 2019 года состоялась премьера музыкального видео на песню «Перша леді», записанную вместе с Pianoбой.
В 2020 году вошла в рейтинг «30 самых перспективных украинцев до 30 лет» по версии Forbes (в категории «Музыка»).
В начале апреля 2021 года рэперша презентовала поклонникам новый студийный альбом. Пластинка получила название «розМова». Алина рассказала, что она записала сборника во время этноэкспедиций по Карпатам. Она обратилась в фолктронике и world music. Пластинка получилась невероятно интимной и атмосферной.
13 августа 2021 год украинская певица Тина Кароль представила альбом «Молода кров». В украиноязычный альбом вошли дуэты Тины Кароль с молодыми исполнителями новой формации — Wellboy, Latexfauna, Camhacam, Ivan Navi, Alina Pash, Kazka, Nikita Lomakin.

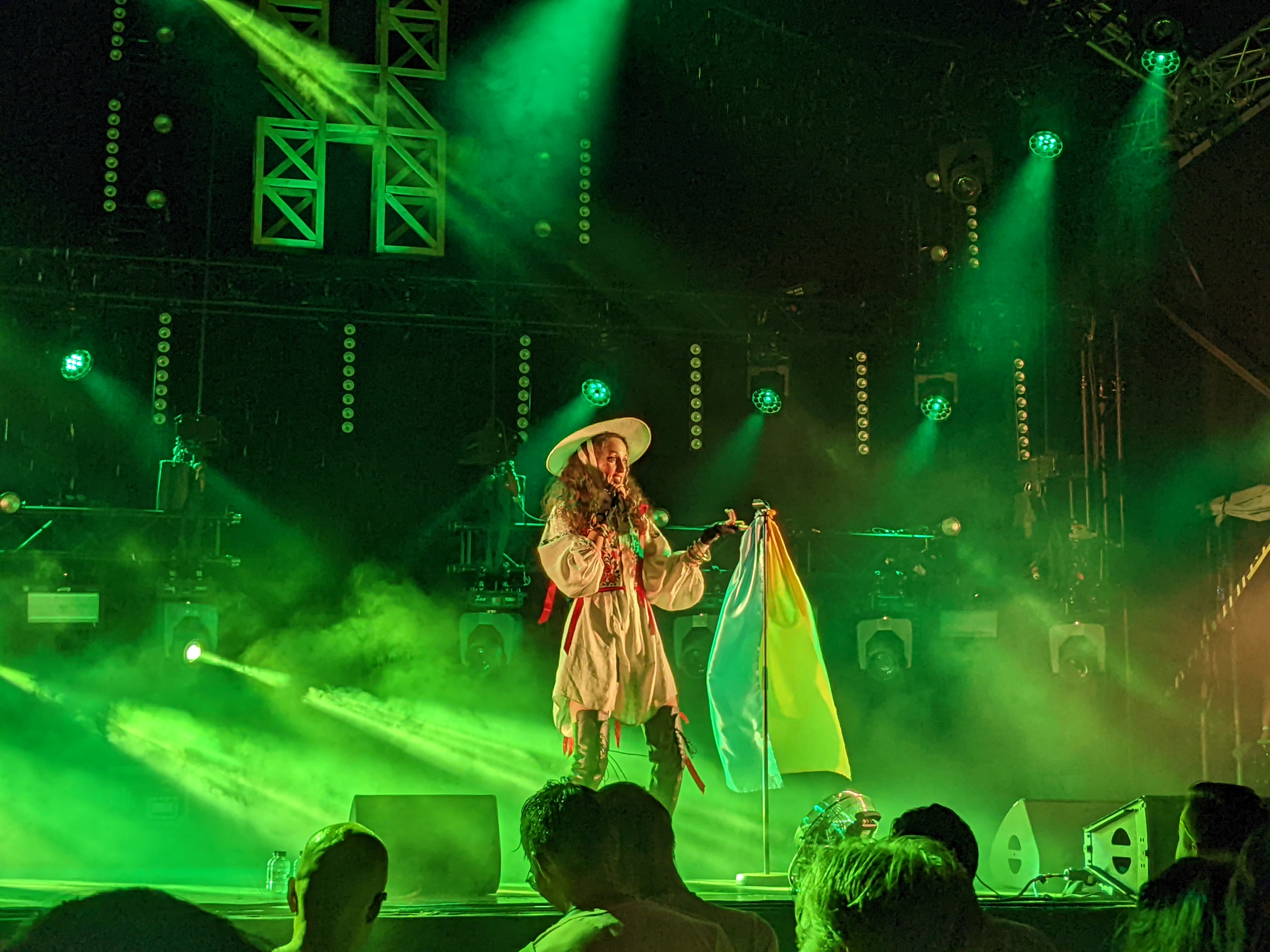
Alina Pash на фестивале Valkhof 2022

6 октября 2021 года трек и клип с бельгийским музыкантом Apashe.
20 апреля 2022 года стало известно о запрете Алине Паш въезда на территорию Российской Федерации сроком на 50 лет. Причиной запрета стала критика вторжения России на Украину.

### Евровидение-2022
12 февраля 2022 года Алина выиграла Национальный отбор на Евровидение-2022 и соответственно, должна была представить Украину в мае на конкурсе в Турине. В связи с поездкой Алины Паш в Крым в 2015 году «Суспiльне» попросило предоставить её справку о законном пересечении границы Украины, однако, как выяснилось позже, предоставленная справка оказалась поддельной. В своём Instagram певица заявила, что справку ей предоставил один из членов её команды. 16 февраля 2022 года Алина опубликовала документ, который ей предоставили из Госпогранслужбе Украины, в котором было написано, что в связи с тем, что данные о пересечении территориальной границы АР Крым и части Донецких и Луганских областей хранятся лишь 5 лет, они не могут предоставить информации о пересечении границы Алиной Паш в 2015 году. 16 февраля 2022 года Паш опубликовала на своей странице в Instagram пост с отказом от участия в Евровидении-2022, объяснив, что не хочет участия в виртуальной войне и хейта.

## Дискография

### Альбомы
- Pintea: Gory (2019)
- Pintea: Misto (2019)
- «РозМова» (2021)

### Синглы
- Bitanga (2018)
- Oinagori (2018)
- Oboloka (2019)
- Ne Pili (2019)
- Vysokomirni (Intro) (2020)
- Ne Vpasty (2020)
- Різні.Рівні (2020)
- Amaga (2020)
- N.U.M. (2020)
- Делай как я (2020)
- Молитва (2021)
- Ласки дівочі (2021)
- Тіні забутих предків (2022)

## Видео
- Bitanga (2018)
- Oinagori (2018)
- Падло (feat. alyona alyona) (2019)
- Good Evening x Ego Gra (2019)
- Slukhay (2019)
- Перша леді (feat. Pianoboy) (2019)
- Bosorkanya (2019)
- Pintea (2019)
- N.U.M (2020)
- Среди лесов, унылых и заброшенных (2021)
- Мономах (feat. Krechet) (2021)
- Питання (2021)
- Ocean (2021)

## Гражданская позиция
Сотрудничает с Суреном Томасян и Иваном Дорном. Несмотря на войну на юго-востоке Украины, на 11 июня 2018 года было запланировано выступление в России, в центре Сколково. В обращении, где Алина рассказывала о выступлении в Сколково, выделяет закарпатский говор в отдельный язык и заявляет о космополитических взглядах.
Организатор выступлений — российская компания Bosco di Ciliegi, принадлежащая Михаилу Куснировичу, доверенному лицу В. Путина на выборах президента РФ 2018 года. Вместе с Алиной в РФ планировали выступить группы украинского происхождения Yuko и «Счастливые люди».
После начала полномасштабного вторжения России на Украину Алина Паш высказала свою позицию в социальных сетях. Артистка поддержала Украину и осудила агрессию России. Также артистка обратилась к своей англоязычной аудитории с призывом обратить внимание на то, что происходит в стране.
Является участницей благотворительного тура «Доброго вечора, ми з України» и других концертов, целью которых является сбор средств на поддержку украинцев и Вооружённых сил Украины.